# コルファクス郡 (ニューメキシコ州)
コルファクス郡 (コルファクスぐん、英: Colfax County) はアメリカ合衆国ニューメキシコ州にある郡。2000年の総人口は14,189人で、郡庁所在地はレイトン。郡にはボーイスカウトアメリカ連盟が運営するフィルモント・スカウト牧場がある。郡の名前は、第17代アメリカ合衆国副大統領のスカイラー・コルファクスにちなむ。

## 地理
総面積は9,759 km² (3,768 mi² )。陸地面積は9,730 km² (3,757 mi²)で、水面積は29 km² (11 mi²)で全体の0.30%である。郡の大部分はサングレ・デ・クリスト山脈にあり、ニューメキシコ州最高峰の海抜13,161フィートのホイーラー峰 (Wheeler Peak (New Mexico)) は、同郡に位置する。

## 近接する郡
- タオス郡 (ニューメキシコ州) - 西
- モラ郡 (ニューメキシコ州) - 南
- ハーディング郡 (ニューメキシコ州) - 南
- ユニオン郡 (ニューメキシコ州) - 東
- ラスアニマス郡 (コロラド州) - 北
- コスティラ郡 (コロラド州) - 北西

## 人口統計
以下は2000年の国勢調査における人口統計データである。
| 基礎データ - 人口: 14,189人 - 世帯数: 5,821世帯 - 家族数: 3,975家族 - 人口密度: 1/km² (4/mi²） - 住居数: 8,959軒 - 住居密度: 1/km² (2/mi²) 人種別人口構成 - 白人: 81.50% - アフリカン・アメリカン: 0.32% - ネイティブアメリカン: 1.47% - アジア人: 0.32% - 太平洋諸島系:0.01% - その他の人種: 12.80% - 混血(2人種間以上の): 3.59% - ヒスパニック・ラテン系: 47.49% 世帯と家族（対世帯数） - 全世帯数: 5,821世帯 - 18歳未満の子供がいる:30.30% - 結婚・同居している夫婦: 52.80% - 未婚・離婚・死別女性が世帯主: 10.30% - 非家族世帯: 31.70% - 単身世帯: 27.70% - 65歳以上の老人1暮らし: 11.90% - 平均構成人数 - 世帯: 2.37人 - 家族: 2.86人 | 年齢別人口構成 - 18歳未満: 25.10% - 18-24歳: 6.90% - 25-44歳: 24.50% - 45-64歳: 26.50% - 65歳以上: 16.90% - 年齢の中央値: 41歳 - 性比（女性100人あたり男性の人口） - 総人口: 102.70人 - 18歳以上: 98.30人 収入と家計 - 収入の中央値 - 世帯: 30,744米ドル - 家族: 36,827米ドル - 性別 - 男性: 26,736米ドル - 女性: 19,644米ドル - 人口1人あたり収入: 16,418米ドル - 貧困線以下 - 対家族: 12.00% - 対人口: 14.80% - 18歳未満: 21.20% - 65歳以上: 9.00% |

## 主な市および町
- Angel Fire
- Cimarron
- Eagle Nest
- Maxwell
- レイトン
- Springer